# Port lotniczy Naypyidaw
Port lotniczy Naypyidaw – międzynarodowy port lotniczy położony w Naypyidaw, w Mjanmie.

## Linie lotnicze i połączenia
| Linia lotnicza             | Kierunek              |
| -------------------------- | --------------------- |
| Air KBZ                    | 1. Mandalay           |
| Air Thanlwin               | 1. Mandalay           |
| Mingalar Aviation Services | 1. Rangun             |
| Myanmar National Airlines  | 1. Mandalay 2. Rangun |